# Université de Corée
L'université de Corée (coréen : 고려대학교; anglais : Korea University) est l'un des établissements d'éducation supérieure les plus anciens de Corée ; elle est également considérée comme l'un des établissements les plus prestigieux de la société sud-coréenne. Fondée en 1905 par Lee Yongik en tant que premier institut éducatif moderne en Corée, l'université actuellement comporte 81 départements académiques dans 15 facultés avec 75 instituts de recherche. Près de 30 000 étudiants sont accueillis chaque année à tous les niveaux (licence, master et doctorat) de Corée et du monde entier.

## Localisation
Le campus principal (Anam Campus) se situe dans le quartier d'Anam-dong, à l'intérieur de l'arrondissement de Seongbuk-gu à Séoul.
 
Il est desservi par deux stations de la ligne 6 du métro :
- « Anam » (안암)
- « Korea University » (고려대)

Elle dispose également de deux campus auxiliaires : 
- Le Sejong Campus, considéré comme campus secondaire de l'université, se situe à Sejong.
- Le Jeongneung Campus, qui se consacre spécialement à la science sanitaire, se trouve dans le quartier de Jeongneung-dong à Séoul.

## Histoire
- Mai 1905 : l'Institut Boseong est fondé ; M. Shin Hae-Uoung l'inaugure en tant que premier président de l'institut.
- Février 1907 : première remise des diplômes.
- Aout 1946 : elle est élevée au niveau d'université sous le nom de « Université de Corée » (Korea University).
- Aout 1946 : fondation de la faculté de politique et droit, de la faculté d'économie et commerce, ainsi que la faculté de lettres.
- Avril 2000 : le « Projet centenaire » est lancé.
- Juin 2001 : initiation du programme académique en collaboration avec l'université de la Colombie-Britannique (KU-UBC Joint Academic Program).
- Septembre 2003 : elle est reconnue comme université exceptionnelle en matière de mondialisation par le ministère de l'éducation.
- 2003 : développement des programmes d'échange. (université Renmin, Chine; université Waseda, Japon ; UC Davis, États-Unis ; Royal Holloway, université de Londres, Royaume-Uni ; université de la Colombie-Britannique, Canada ; et université Griffith, Australie)
- 2006 : programme international d'échange en partenariat avec l'Institut d'études politiques de Paris (Science Po), France.

## Réputation
L'université de Corée constitue, avec la Seoul National University et la Yonsei University, les trois plus prestigieuses universités sud-coréennes, lesquelles sont désignés sous l'acronyme « SKY ».

L'admission dans ces trois établissements nécessite une compétition intense entre étudiants et un diplôme délivré par ces universités est considéré comme un gage de succès et d'honneur dans la société coréenne.

## Réalisation scolaire
L'université de Corée attira l'attention internationale lorsqu'elle fut choisie en tant qu'une des 200 meilleures universités au monde par le journal britannique, The Times. Selon le résultat, la faculté des sciences sociales de l'Université de Corée se classa 66e et la faculté de lettres, 89e. Le classement global de l'université était 150e, d'après la recherche en 2006.

## Les jeux Ko-Yon
La rivalité entre l'université de Corée et l'université Yonsei, les deux instituts privés les plus prestigieux du pays, est très forte.
 
Une compétition sportive, engageant cinq équipes en baseball, basket-ball, football, rugby à XV et hockey sur glace, se déroule chaque année, et des étudiants des deux universités deviennent supporteurs en faveur de leur équipe scolaire.
Même le nom des jeux est souvent discuté : les supporteurs de Godae (le diminutif de Goryeo Daehakgyo) l'appellent « Ko-Yon » tandis que ceux de Yonsei préfèrent le nommer « Yon-Ko »[pas clair].

## Le projet «Global KU»
En accueillant l'anniversaire centenaire, l'université de Corée réalise le projet « Global KU » ; se concentrant sur la formation des étudiants au niveau international, créant l'infrastructure de qualité, augmentant le volume de la recherche et de l'investissement, et conservant l'administration à un niveau mondial. L'université visait à devenir l'un des 100 meilleurs instituts éducatifs au monde en 2010...

## Facultés

### Séoul
- Faculté de droit
- Faculté de gestion
- Faculté de lettres
- Faculté de science politique et d'économie
- Faculté des sciences de la vie
- Faculté des sciences naturelles
- Faculté des sciences appliquées
- Faculté de médecine
- Faculté des sciences infirmières
- Faculté d'éducation
- Faculté d'information et de communication
- Faculté des arts
- Faculté des études internationales
- Faculté de communication de masse
- Faculté des sciences sanitaires
- Faculté des études interdisciplinaires

### Sejong
- Faculté de lettres
- Faculté des sciences et des technologies
- Faculté d'économie et de commerce
- Faculté d'administration publique

## Personnalités liées

### Enseignants
- Choi Jeongrye, poète sud-coréenne
- Kim MyungIn, écrivain sud-coréen
- Oh Takbeon, poète sud-coréen
- Min Yong-tae, poète et critique sud-coréen
- An Ho-sang, ministre de l'éducation

### Anciens étudiants
- Kang Man-gil, historien ;
- Kim Hoon, écrivain, journaliste et critique ;
- Park Chu-Young, attaquant du Celta de Vigo ;
- Oh Se-hoon, maire de Séoul (2006-11, 2021- ) ;
- Yi Geun-hwa, poète et professeure ;
- Lee Myung-bak, président de la République (élu le 19 décembre 2007) ;
- Chung Eui-sun, président de Kia Motors ;
- Jung Hansuk, auteur et critique ;
- Cha Bum-geun, meilleur joueur de Bundesliga (Championnat d'Allemagne de football) (1985-86) ;
- Cheon Un-yeong, écrivain ;
- Han Byung-Chul, philosophe ;
- Huh Chang-Soo, président directeur général de GS Group ;
- Hong Myung-bo, médaille de bronze à la Coupe du monde de football 2002 ;
- Hwang Young-cho, champion olympique au marathon à Barcelone (1992) ;